# Jumpers for Goalposts: Live at Wembley Stadium
Jumpers for Goalposts: Live at Wembley Stadium là album video đầu tiên của ca sĩ người Anh Ed Sheeran, được phát hành vào ngày 13 tháng 11 năm 2015 thông qua hãng đĩa Asylum Records.
Được công chiếu tại các rạp chiếu phim trên toàn thế giới vào ngày 23 tháng 10 năm 2015, đây là bộ phim tài liệu về ba buổi diễn của Ed Sheeran tại sân vận động Wembley ở Luân Đôn vào tháng 7 năm 2015, đồng thời là một phần trong chuyến lưu diễn vòng quanh thế giới của anh mang tên X Tour.
Ngoại trừ phần biểu diễn các bài hát trong + và ×, Ed Sheeran còn có màn song ca với danh ca Elton John với bài hát "Don't Go Breaking My Heart" do chính Elton John sáng tác.

## Danh sách bài hát
| STT | Nhan đề                                               | Sáng tác                                                          | Thời lượng |
| --- | ----------------------------------------------------- | ----------------------------------------------------------------- | ---------- |
| 1.  | "I'm a Mess"                                          | Ed Sheeran                                                        |            |
| 2.  | "Lego House"                                          | Sheeran Jake Gosling Chris Leonard                                |            |
| 3.  | "Photograph"                                          | Sheeran Johnny McDaid                                             |            |
| 4.  | "Bloodstream"                                         | Sheeran McDaid Gary Lightbody Kesi Dryden Piers Aggett Leon Rolle |            |
| 5.  | "Don't"                                               | Sheeran Benjamin Levin                                            |            |
| 6.  | "I See Fire"                                          | Sheeran                                                           |            |
| 7.  | "Don't Go Breaking My Heart" (song ca với Elton John) | Ann Orson Carte Blanche                                           |            |
| 8.  | "Thinking Out Loud"                                   | Sheeran Amy Wadge                                                 |            |
| 9.  | "The A Team"                                          | Sheeran                                                           |            |
| 10. | "You Need Me, I Don't Need You"                       | Sheeran                                                           |            |
| 11. | "Sing"                                                | Sheeran Pharrell Williams                                         |            |

| Phụ | Phụ                                     | Phụ                          | Phụ        |
| STT | Nhan đề                                 | Sáng tác                     | Thời lượng |
| --- | --------------------------------------- | ---------------------------- | ---------- |
| 12. | "Afire Love" (song ca với Elton John)   | Sheeran McDaid Foy Vance     |            |
| 13. | "Drunk"                                 | Sheeran Gosling              |            |
| 14. | "Tenerife Sea"                          | Sheeran McDaid Vance         |            |
| 15. | "Take It Back/Superstition" (liên khúc) | Sheeran McDaid Stevie Wonder |            |

## Xếp hạng

### Hàng tuần
| Bảng xếp hạng (2015–16)                   | Vị trí cao nhất |
| ----------------------------------------- | --------------- |
| DVD âm nhạc Úc (ARIA)                     | 6               |
| DVD âm nhạc Hà Lan (MegaCharts)           | 6               |
| DVD âm nhạc Pháp (SNEP)                   | 16              |
| Album Đức (Offizielle Top 100)            | 90              |
| Album Hungaria (MAHASZ)                   | 36              |
| Nhật Bản Blu-ray (Oricon)                 | 114             |
| DVD âm nhạc Ý (FIMI)                      | 3               |
| DVD âm nhạc Thụy Điển (Sverigetopplistan) | 9               |
| DVD âm nhạc Thụy Sĩ (Schweizer Hitparade) | 9               |
| Video âm nhạc Anh Quốc (OCC)              | 4               |

### Cuối năm
| Bảng xếp hạng (2015) | Vị trí |
| -------------------- | ------ |
| Úc Music DVD (ARIA)  | 36     |

## Lịch sử phát hành
| Vùng     | Ngày                 | Định dạng | Hãng đĩa        |
| -------- | -------------------- | --------- | --------------- |
| Châu Âu  | 13 tháng 11 năm 2015 | Blu-ray   | Asylum Atlantic |
| Nhật Bản | 18 tháng 11 năm 2015 | Blu-ray   | Asylum Atlantic |
| Úc       | 20 tháng 11 năm 2015 | Blu-ray   | Asylum Atlantic |